# ピョートル・チャイコフスキー
ピョートル・イリイチ・チャイコフスキー（露: Пётр Ильич Чайковский [ˈpʲɵtr ɪlʲˈjitɕ tɕɪjˈkofskʲɪj] 発音を聞く；ラテン文字表記の例：PyotrあるいはPeter Ilyich Tchaikovsky、1840年5月7日〈ユリウス暦では4月25日〉 - 1893年11月6日〈ユリウス暦10月25日〉）は、ロシアの作曲家。
叙情的で流麗、メランコリックな旋律と和声、華やかで効果的なオーケストレーションなどから、クラシック音楽の中でも人気の高い作曲家となっている。作品は多岐にわたるが、とりわけ後期の交響曲や、バレエ音楽・協奏曲などが愛好されているほか、管弦楽曲、オペラ、室内楽曲、独奏曲にも人気作がある。伝記作家たちの多くは、チャイコフスキーが同性愛者であったことに同意している。

## 生涯
チャイコフスキーは1840年5月7日、ウラル地方ヴォトキンスクで、鉱山技師（工場長）イリヤ・ペトローヴィチ・チャイコフスキーの次男として生まれた。チャイコフスキーという姓は祖父ピョートル・フョードロヴィチの代にチャイカ（Чайка: 伝統的なウクライナの姓で、カモメを意味する）から改めたものであり、家系は現在のポルタヴァ州に領地を持っていたウクライナ・コサックのチャイカ家に出自を持つ。また、チャイコフスキーの祖先には軍に関係のある人が多い。父親のイリヤは軍の中佐として鉱山を指揮した。祖父のピョートル・フョードロヴィチは軍で軍医の助手をし、のちにウドムルト共和国のグラゾフで市長を務めた。曽祖父のフョードル・チャイカはサポロージエ・コサックの生まれであり、1709年の北方戦争におけるポルタヴァの戦いで、ピョートル1世のもとで活躍し、有名になった。母アレクサンドラ・アンドレーエヴナ・チャイコフスカヤ(旧姓アシエ)は、イリヤの2人目の妻であり、夫イリヤよりも18歳年下であった。彼女の父親であるアンドレイはフランス人とドイツ人の血をひいており、1795年にロシアに移り住んできた。チャイコフスキー家は、父はフルートを吹き、母はピアノを弾き歌を歌うなど、音楽的な家庭であった。しかし、いずれの祖先にも職業音楽家はいなかった。チャイコフスキーには6人の兄弟がいたが、とりわけ親しかったのは妹のアレクサンドラと双子の弟アナトーリーとモデストだった。アレクサンドラの子どものウラディーミル・ダヴィドフは、のちに作曲家となり、チャイコフスキーと親しくなった。チャイコフスキーはダヴィドフのことを「ボブ」と呼んでいた。
1844年、チャイコフスキー家は、兄のニコライと従妹のために、家庭教師にフランス人のファンニ・デュルバッハを雇う。チャイコフスキーはまだ4歳だったが、兄と共にデュルバッハに学び、6歳の頃にはドイツ語とフランス語を流暢に話せるようになった。チャイコフスキーは彼女に親しみを抱き、チャイコフスキーにとってデュルバッハは、母に代わる精神の拠り所だったといわれる。デュルバッハはチャイコフスキー幼年時代の話をよく知る貴重な人物であり、彼の感受性の強さや音楽への熱中を伝えている。

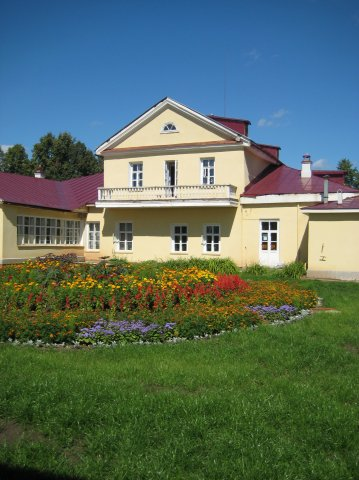
ヴォトキンスクにあるチャイコフスキーの生家。現在ではチャイコフスキー博物館となっている

チャイコフスキーは家にあったオーケストリオンで、モーツァルト、ロッシーニ、ドニゼッティなどの音楽に夢中になった。5歳から家庭教師マリア・パリチコワの手ほどきによりピアノを習い始めて音楽的才能を示したが、両親には息子を音楽家にする意志はなく、1850年10月（10歳）でサンクトペテルブルクの法律学校に寄宿生として入学させた。同年7月にはペテルブルクにてグリンカのオペラ『皇帝に捧げた命』を鑑賞している。1852年の秋、詩人V・オリホフスキーの『双曲線』を題材にしたオペラの作曲を構想。歌を学び、法律学校の聖歌隊の一員となる。
1854年6月13日（14歳）、コレラに罹患した母アレクサンドラが40歳で亡くなり、チャイコフスキーは大きな打撃を受けた。母から離れて暮らしていたうえ、母が死んだというトラウマは、チャイコフスキーの心の中に死ぬまで残った。この直後から、音楽にいっそう専念するようになり、作曲を始めるようになった。最も古い作品だと思われる、アナスターシャ・ワルツはこの頃に作曲されている。1855年、R・キュンディンゲルからピアノを、A・キュンディンゲルから和声学を、G・Y・ロマーキンから声楽を学び始める。R・キュンディンゲルはチャイコフスキーの才能に感嘆したが、将来音楽家や作曲家になるようなことを示すものではなかったと語っている。彼のチャイコフスキーに対するこの評価は、彼自身のロシアでの音楽家としての辛い経験を踏まえて、チャイコフスキーに同じ目に遭ってほしくなかったという思いによるものだったことをのちに彼は認めている。
1859年5月13日に法律学校を卒業し、6月3日に法務省に9等文官として就職。仕事のほとんどは訴訟事務の取り扱いであり、味気のない日々が続いた。チャイコフスキーは官吏としての職務にはそれほど熱意はなかった。1861年には、妹のアレクサンドラがウクライナのカーメンカに領地のある大貴族ダヴィドフ家に嫁ぐ。チャイコフスキーはこのカーメンカ（カーミアンカ）の地を気に入り、1870年代にはこの土地を毎年のように訪れ、この地でいくつもの楽曲を作曲している。チャイコフスキーの兄弟姉妹は後年にいたるまで仲がよく、チャイコフスキーを支え続けた。同年、ヨーロッパに初の外国旅行をした。

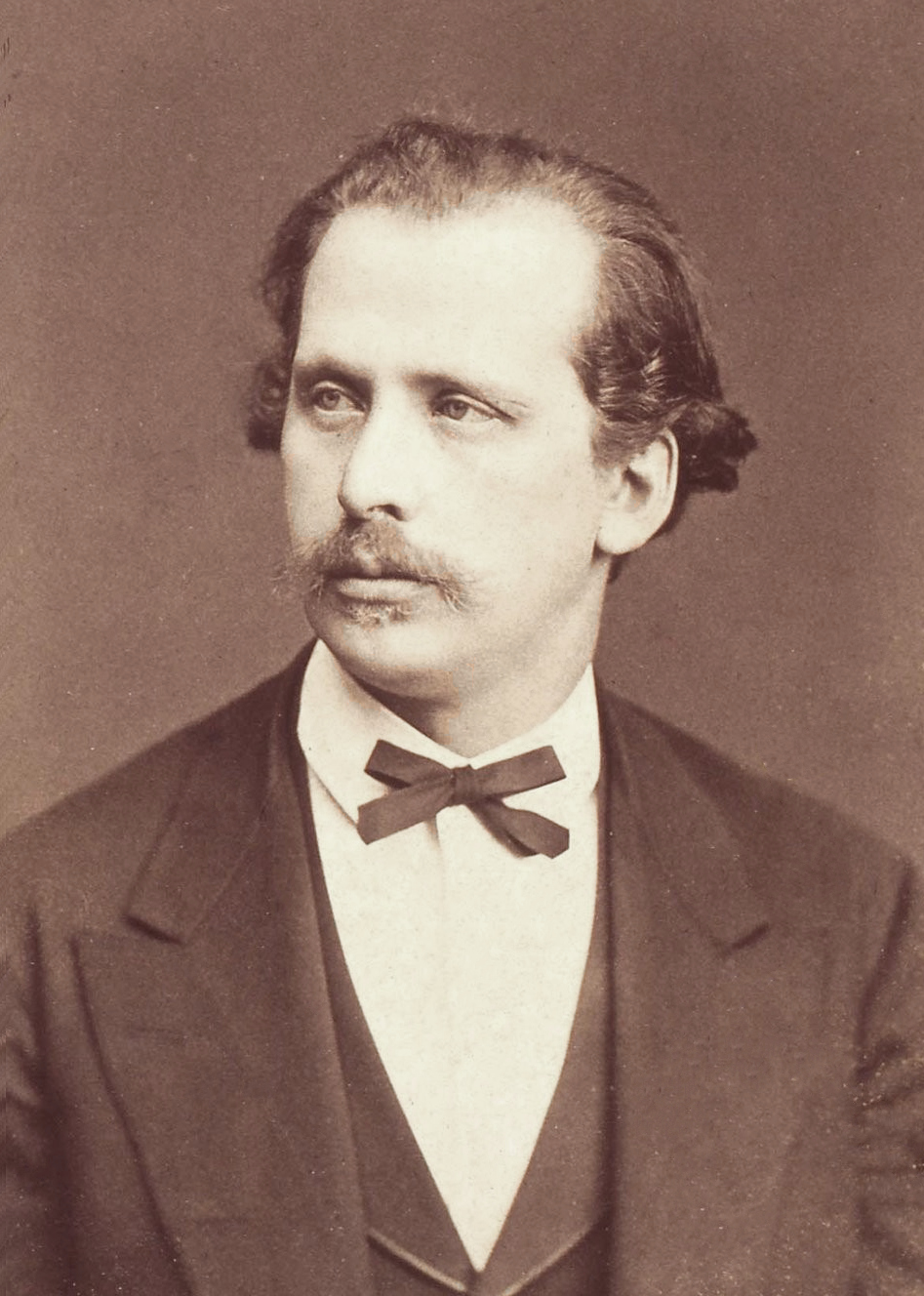
ニコライ・ルビンシテイン（1872年）

ここまでチャイコフスキーは平凡な文官としての道を歩んでいたが、1861年の秋に知人からの紹介で音楽教育を行っている帝室ロシア音楽協会を知り、1862年9月より学び始める。ザレムバのクラスで和声学と対位法を学び、アントン・ルビンシテインのクラスで編曲と作曲を学び始める。このクラスに入学したことがチャイコフスキーに取って大きな転機となった。この音楽クラスは翌1862年にアントン・ルビンシテインによってペテルブルク音楽院に改組される。ここでチャイコフスキーは音楽を本格的に学び、のめりこんでいく。本格的に音楽の道に進むことを決意したチャイコフスキーは、1863年4月（5月とも）、23歳のときに法務省の職を辞して音楽に専念することになる。ピアノと作曲、音楽理論の家庭教師としての仕事を得る。チャイコフスキーは大作曲家としては珍しく、一般高等教育を受けたあとに音楽教育を受けており、そのため音楽家としてのスタートはほかの作曲家と比べて非常に遅いものとなった。
1865年12月には、ペテルブルク音楽院を卒業し、1866年1月にモスクワへ転居し、帝室ロシア音楽協会モスクワ支部で教鞭をとる。この支部からは同年9月にアントン・ルビンシテインの弟、ニコライがモスクワ音楽院を創設し、チャイコフスキーはそこに理論講師として招かれ、以後12年間ここで教鞭を取ることとなった。またこれ以降、チャイコフスキーはモスクワを活動拠点とするようになり、音楽院辞職後もチャイコフスキーはモスクワおよびその近辺にとどまることが多かった。後に、チャイコフスキーのほとんどの楽譜を出版することとなるユルゲンソン社のピョートル・イヴァノヴィチ・ユルゲンソンとは、この時期に知り合った。この年に交響曲第1番『冬の日の幻想』（作品13）の作曲を始め、12月に第2楽章が初演、翌年2月に第3楽章が初演された。（全曲が初演されたのは1868年。）また、1867年、初のオペラである『地方長官』を完成させた。国民的色彩の強い、交響曲第1番の初演をきっかけに1868年には、サンクトペテルブルクでロシア民族楽派の作曲家たち、いわゆるロシア5人組（ミリイ・バラキレフ、ツェーザリ・キュイ、モデスト・ムソルグスキー、アレクサンドル・ボロディン、ニコライ・リムスキー＝コルサコフ）と知り合い、交友を結ぶ。同年、バラキレフの意見を聞きながら、幻想的序曲『ロメオとジュリエット』を作曲し、バラキレフに献呈している。チャイコフスキーは彼らの音楽とはある程度距離をとったものの、こののちチャイコフスキーの音楽には時にロシア風の影響が現れるようになった。同年、ベルギーのオペラ歌手デジレ・アルトーと恋に落ち、毎晩、彼女の元へ通うようになる。このことが誰の目にも明らかになり、自分の父親に結婚したい旨を手紙で書き送る。婚約にまで至るが翌年破綻した。
1868年3月10日、新聞「同人代の年代記」紙に、チャイコフスキーが執筆した初めての音楽評論が掲載される。「リムスキー＝コルサコフ氏の『セルビア幻想曲』について」と題し、ロシアの音楽評論の論壇を批判した本記事は『セルビア幻想曲』が聴衆や批評家から受けた冷ややかな反応に対して作品と作曲者を擁護した内容となっている。1872年からは新聞「ロシア報知」の音楽批評欄を担当するようになる。バイロイト音楽祭のバイロイト祝祭劇場のこけら落としのレポートなど50あまりの批評を執筆し、この仕事は1876年まで続けた。

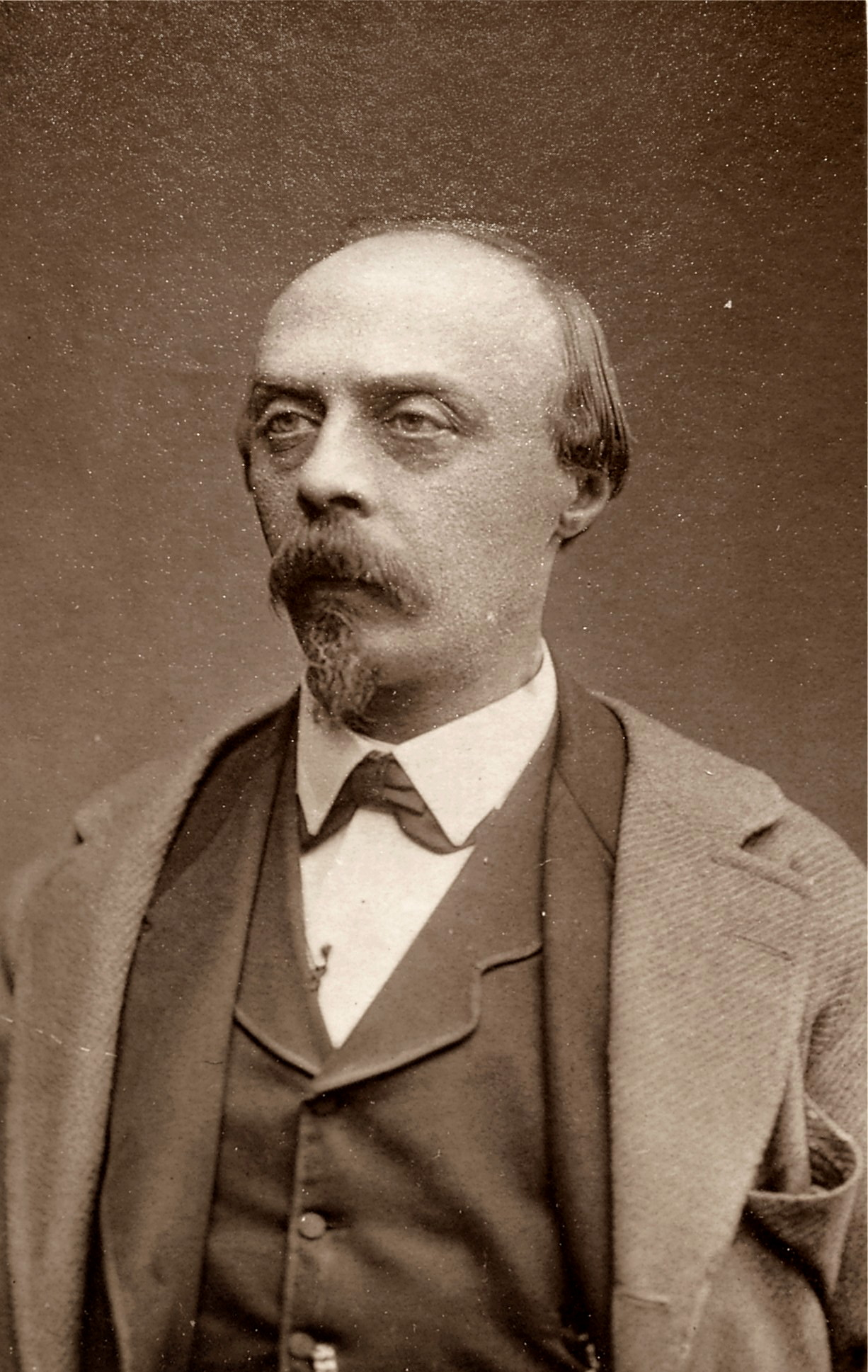
ハンス・フォン・ビューロー

1875年、ピアノ協奏曲第1番（作品23）を作曲。初演を依頼したニコライ・ルビンシテインの酷評を受け、ハンス・フォン・ビューローに楽譜を送る。ビューローによる初演は大成功し、ヨーロッパの各都市で演奏された。ニコライはチャイコフスキーに謝罪し、自らもこの曲を演奏するようになった。

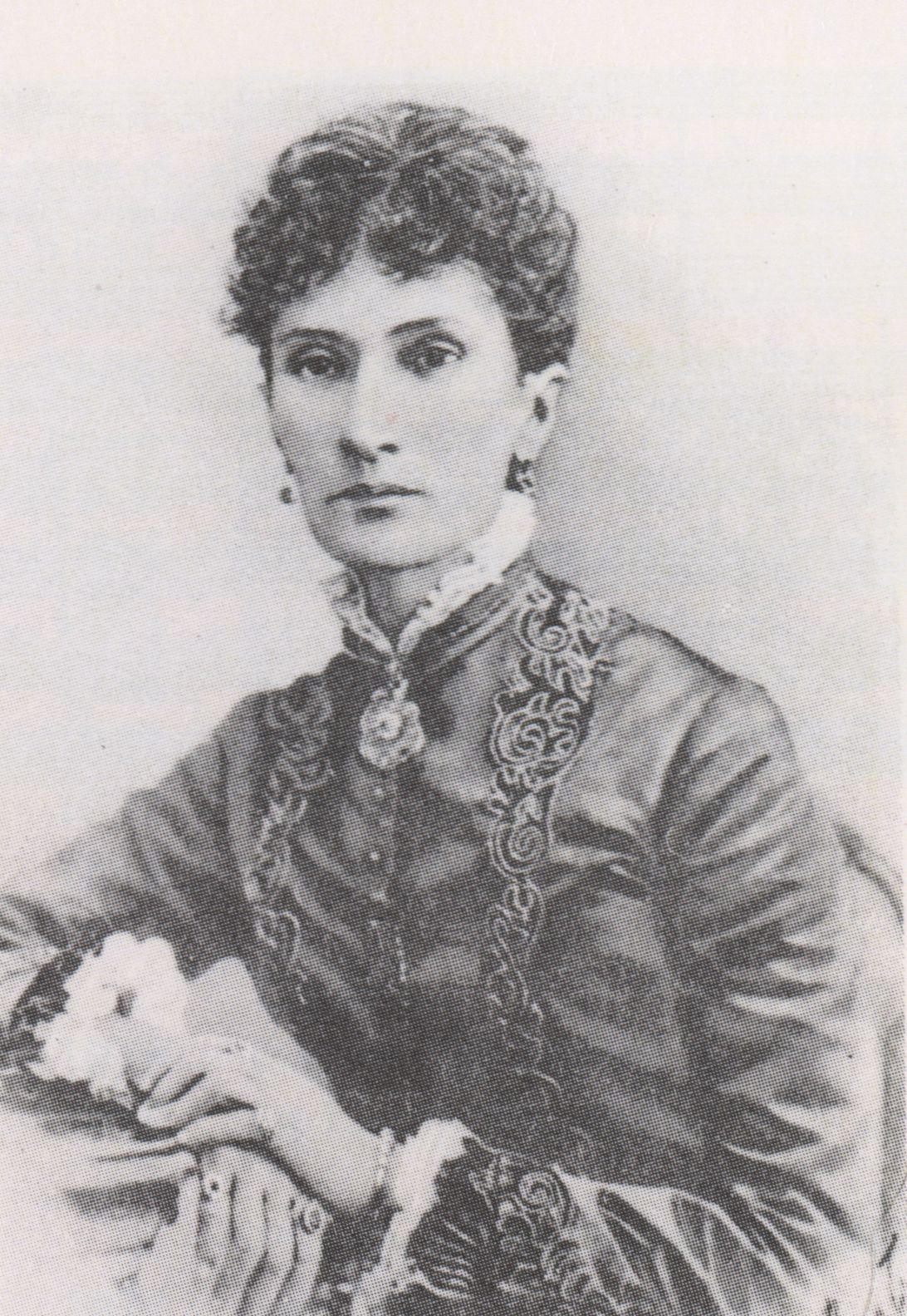
ナジェジタ・フォン・メック夫人

1876年、『テンペスト』を聴いて感激した富豪の未亡人ナジェジダ・フォン・メック夫人から6000ルーブルの資金援助を申し出られる。これ以降、1890年までの14年間、メック夫人から資金援助を受けることになる。チャイコフスキーとメック夫人の間には頻繁に手紙が交わされたが、2人が会うことは一度もなかった。このころ作曲された交響曲第4番（作品36）はフォン・メック夫人に捧げられた。またトルストイとも知り合う。同年、西ヨーロッパに旅行に出かける。パリではビゼーの『カルメン』を鑑賞し、強く感動した。

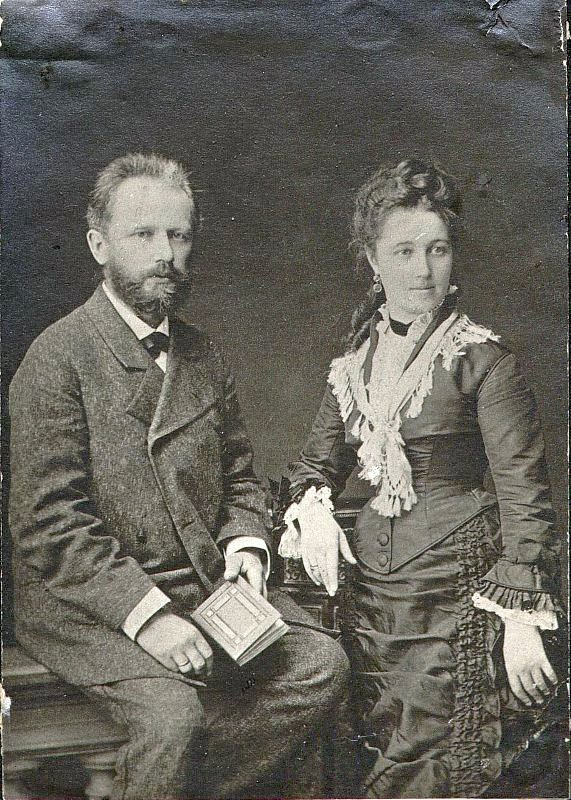
チャイコフスキーとアントニーナ・ミリューコヴァ

1877年にはアントニーナ・ミリューコヴァに熱烈に求婚され、結婚したものの、この結婚は失敗だった。チャイコフスキーはモスクワ川で自殺を図るほど精神的に追い詰められた。10月にチャイコフスキーは突然妻の元を去り、弟のアナトーリーが付き添いペテルブルクに逃れ、事実上離婚した。アントニーナが離婚に納得することはなく、その後もチャイコフスキーに手紙を送って彼を悩ませた。この年、バレエ『白鳥の湖』が完成し、オペラ『エフゲニー・オネーギン』も完成している。1877年終わりから1878年3月頃までは、結婚生活で衰弱した体の療養として、弟と共にスイスのクラランやイタリアのサンレーモで過ごした。ラロのスペイン交響曲に刺激を受け、ヴァイオリン協奏曲（作品35）に着手し、数週間で完成させた。
1878年10月、作曲に専念するために12年間勤めたモスクワ音楽院講師を辞職する。それから約10年間、フィレンツェやパリ、ナポリやカーメンカなどヨーロッパ周辺を転々とし、大作から遠ざかる。1880年には『弦楽セレナード』（作品48）、大序曲『1812年』（作品49）が書かれた。同年、父イリヤが84歳で死去する。1881年には友人ニコライ・ルビンシテインが死去し、彼の死を悼んでピアノ三重奏曲（作品50）の作曲に着手する。翌年完成し、ニコライの一周忌に初演した。原稿には "A la mémoire d'un grand artiste"（ある偉大な芸術家の思い出のために）と書かれていた。同年、ヴァイオリン協奏曲がウィーンで初演されたが、不評に終わった。1882年、バラキレフとの交流が再燃し、彼の勧めで作曲したマンフレッド交響曲（作品58）が1885年に完成した。同年2月、モスクワ郊外のマイダノヴォ村に家を借り、旅暮らしに終止符を打った。この頃、チャイコフスキーがロシア音楽協会のモスクワ支部局長に選ばれ、また、弟子のタネーエフがモスクワ音楽院院長に選ばれ、チャイコフスキー自身も音楽院の試験に立ち会うなど、社交的な行動を取るようになっていった。以後死までの間、フロロフスコエやクリンといった近郊の街へと転居を繰り返したものの、この一帯に住みつづけた。1888年には交響曲第5番（作品64）や、バレエ『眠れる森の美女』（作品66）が完成した。1888年1月にライプツィヒ・ゲヴァントハウス管弦楽団を指揮したことをきっかけに、この年と翌1889年は、ベルリン、プラハ、ロンドンなどヨーロッパ各地で自作の演奏と指揮を行う。この際ライプツィヒで、かつての恋人デジレ・アルトーと旧交を温める。1888年4月にはフロロフスコエに転居した。1890年、フォン・メック夫人から財政援助を打ち切られ、チャイコフスキーは大きな打撃を受けた。1891年、バレエ『くるみ割り人形』（作品71）作曲。アメリカに旅行し、カーネギー・ホールのこけら落としに出演し、大成功を収めた。1892年4月にクリンへと転居し、ここが最後の住居となる。1893年5月にはケンブリッジ大学音楽協会から、カミーユ・サン＝サーンスやマックス・ブルッフ、エドヴァルド・グリーグらとともに名誉博士号を授与される。
1893年10月28日（ユリウス暦10月16日）、交響曲第6番『悲愴』（作品74）が作曲者自身による指揮で初演（作曲への着手は2月4日、完成は3月14日）。それから9日後の11月6日（ユリウス暦10月25日）に急死。死因には諸説があるが、後述するように現在ではコレラおよび肺水腫によるものとされている。ロシア皇帝アレクサンドル3世によって国葬が決定され、サンクトペテルブルクのカザン大聖堂にて国葬が執り行われた。遺体はサンクトペテルブルクのアレクサンドル・ネフスキー大修道院の墓地に10月29日に埋葬された。

## 死因について

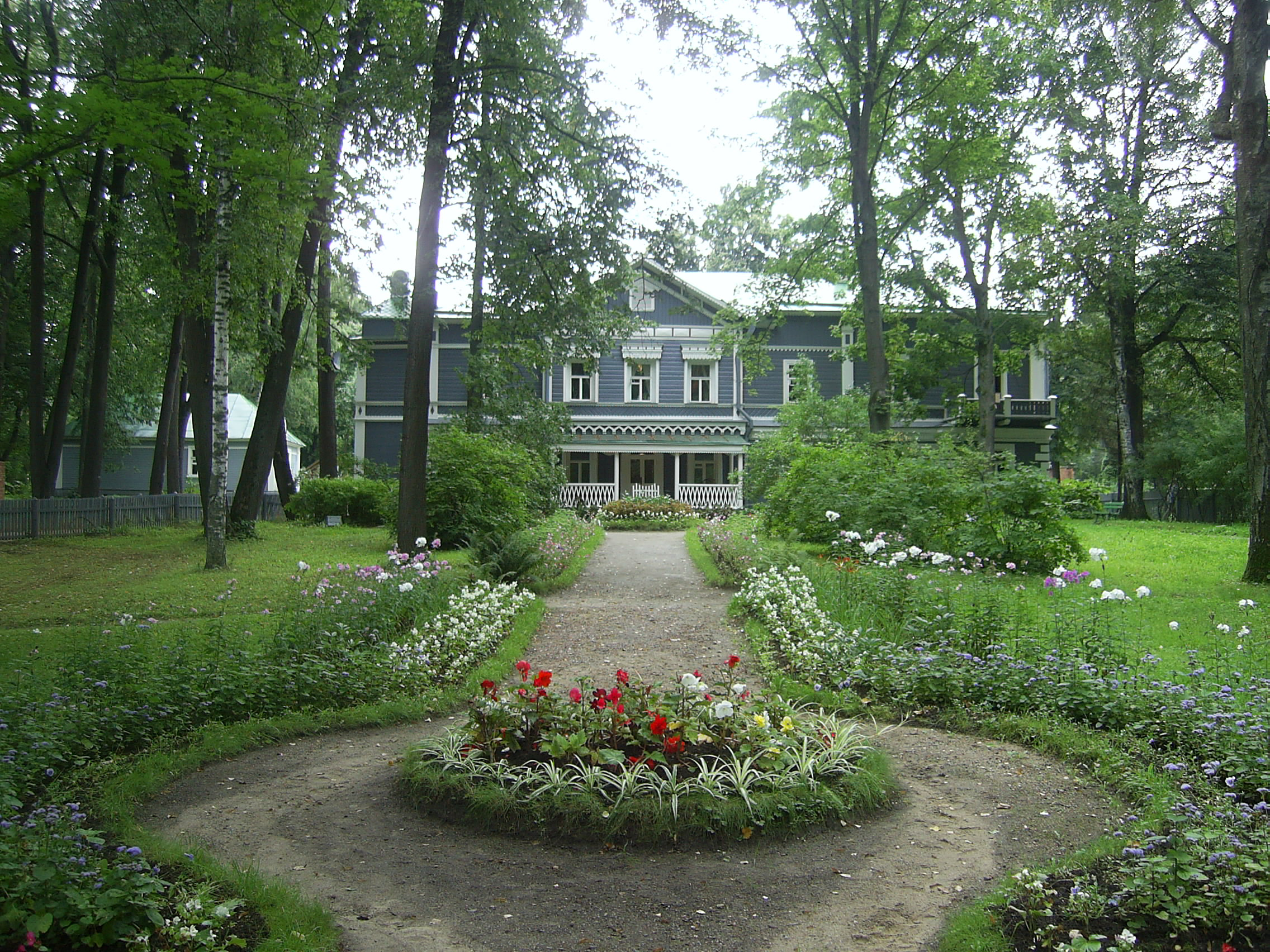
チャイコフスキーが晩年に住んで作曲をしたモスクワ近郊のクリンの邸宅。現在は博物館となっている

急死の原因はおもにコレラによるとする説（発病の原因として、観劇後の会食時に文学カフェで周りが止めるのを聞かずに生水を飲んだことが理由とされる）が死の直後からの定説である。なお直接的な死因は、死の前夜10時ごろに併発した肺水腫であることが分かっている。
1978年にソ連の音楽学者アレクサンドラ・オルロヴァは、チャイコフスキーがある貴族の甥と男色関係を結んだため、この貴族が皇帝アレクサンドル3世に訴えて秘密法廷なるもの（チャイコフスキーの法律学校時代の同窓生の、高名な裁判官、弁護士、法律学者等が列席した）が開かれ、そこでチャイコフスキーの名誉を慮って砒素服毒による自殺が決定・強要されたという説を唱えた。実際チャイコフスキーの死の直後にもこのような説を唱える者がいたという。
しかしこの説は、研究家であるアレクサンドル・ポズナンスキーの1988年の論文を皮切りに、チャイコフスキーを診た医者のカルテなど、残されている資料を調査した結果、やはりコレラおよびその余病である尿毒症、肺気腫による心臓衰弱が死因であるという反論が出され（たとえばオルロヴァは埋葬式時に安置されたチャイコフスキーの遺体にキスをした者がいたという証言を持ち出して「消毒をしなければコレラ患者の遺体にありえないことだ」と主張したが、チャイコフスキーの遺体は安置される前に消毒されていた記録が残っている）、現在ではやはりコレラによる病死だったという説が定説となった。なおチャイコフスキー自身、発病当日にはオデッサ歌劇場の指揮を引き受ける手紙も書いている。
ポズナンスキーは緻密な検証を行った末、結局陰謀死説なるものが「21世紀の今となっては、歴史のエピソードに過ぎない」ことであり「まったく根拠のない作り話」であると結論づけている。

## 作品評価の変遷
チャイコフスキー初期の作品ピアノ協奏曲第1番は、現在でこそ冒頭の部分などだれでも聞いたことのあるほどよく知られているが、作曲された際にはニコライ・ルビンシテインによって「演奏不可能」とされ、初演さえおぼつかない状態にあった（しかし、のちにルビンシテインはこの曲をレパートリーとするに至った）。
ピアノ協奏曲同様、現在では非常に有名なヴァイオリン協奏曲の場合も、名ヴァイオリニストのレオポルト・アウアーに打診するも、「演奏不可能」と初演を拒絶されてしまった。そのためこの曲はアドルフ・ブロツキーのヴァイオリン、ハンス・リヒター指揮によって初演された。しかし聴衆の反応は芳しくなく、評論家のエドゥアルト・ハンスリックからは「悪臭を放つ音楽」と酷評された。しかしこの作品の真価を確信していたブロツキーは各地でヴァイオリン協奏曲を演奏し次第に世評を得るようになったという。その後、アウアーもこの曲を評価し、自身のレパートリーにも取り上げるようになった。
最後の交響曲である交響曲第6番『悲愴』も、初演時の聴衆の反応は好ましいものでなかったとされる。不評の理由は作品の持つ虚無感と不吉な終結によるものと思われる。しかし、世評を気にしがちなチャイコフスキーも『悲愴』だけは初演の不評にもかかわらず「この曲は、私のすべての作品の中で最高の出来栄えだ」と周囲に語るほどの自信作だったようだ。
チャイコフスキーのバレエ作品としてのみならずバレエの演目の代表として知られる『白鳥の湖』も1877年のボリショイ劇場での初演は失敗に終わり、たいへん意気消沈した彼は再演を拒否するほどであった。しかし不評の原因は振り付けや演奏などの悪さによるものであり、死後2年後にマリウス・プティパらが遺稿からこの作品を発掘し、振り付けなどを変えて蘇演した。この公演はたいへんな人気を博し、以降もたくさんの振付師が、独自の作品解釈でこの作品の振り付けと演出に挑戦している。現代では『白鳥の湖』はもっとも有名なバレエの演目のひとつであると同時に、多くの舞踏家振付師の関心をひく作品となっている。
なお数は多くないが、正教会聖歌も作曲している（『聖金口イオアン聖体礼儀』など）。これはロシア正教会の事前の許可を得ずに作曲されたものであったため、一時は教会を巻き込んだ訴訟沙汰にもなった。現在ではロシア正教会・ウクライナ正教会・日本正教会などで歌われている。
また、のちのロシアの著名な作曲家による批評であるが、ストラヴィンスキーやプロコフィエフは作曲家としてのチャイコフスキーを高く評価する一方、ショスタコーヴィチはまったく評価しなかったとの証言がある。
なお、宗教およびロシア帝国を否定した旧ソ連時代には、出版や演奏においてチャイコフスキーの宗教的および愛国的な作品のタイトルが改竄されたり（『戴冠式祝典行進曲』→『祝典行進曲』など）、ロシア帝国国歌の引用が削除されたりする（『序曲「1812年」』。グリンカ作曲の歌劇『イワン・スサーニン（皇帝に捧げし命）』の終曲に差換え）などした。これらはソ連崩壊後に原典版に戻された。

## 代表的な作品
- 弦楽四重奏曲第1番 ニ長調 作品11
- 幻想序曲「ロメオとジュリエット」
- バレエ音楽「白鳥の湖」 作品20
- ピアノ協奏曲第1番 変ロ短調 作品23
- スラヴ行進曲 作品31
- ロココの主題による変奏曲 イ長調 作品33
- ヴァイオリン協奏曲 ニ長調 作品35
- 交響曲第4番 ヘ短調 作品36
- 「四季」- 12の性格的小品 作品37a
- 「なつかしい土地の思い出」 作品42
- 弦楽セレナーデ ハ長調 作品48
- 大序曲「1812年」 作品49
- ピアノ三重奏曲「ある偉大な芸術家の思い出のために」 作品50
- マンフレッド交響曲 作品58
- 交響曲第5番 ホ短調 作品64
- バレエ音楽「眠れる森の美女」 作品66
- バレエ音楽「くるみ割り人形」 作品71
- 交響曲第6番 ロ短調「悲愴」 作品74

7曲の交響曲（標題交響曲「マンフレッド」を含む）のほか、多数のオペラや声楽曲などを残す。交響曲は第4 - 6番が特に高く評価されており、しばしば「三大交響曲」と呼ばれる。
バレエ音楽も有名で、「白鳥の湖」「眠れる森の美女」「くるみ割り人形」の3曲はチャイコフスキーの三大バレエとして知られている。彼の三大バレエ曲はそのままバレエ界全体の三大作品の位置を占めており、これらが彼のバレエ全作品であることを考え合わせると、全作品が当該分野の上位を独占するという、芸術諸分野に類例の少ない現象となっている。上演の頻度が高いだけではなく、組曲やハイライト、単独曲の形で演奏会で取り上げられるケースも多く、全曲盤を含めた録音も数多い。
欧米において「くるみ割り人形」はクラシック音楽の年末（クリスマス期）の定番（日本における「第九」のような位置づけ）になっており、年末になると頻繁に上演される。

## 作品リスト（楽曲の種類による分類）

### 歌劇
- 「ヒュペルボラ」（1854年）（作曲者により放棄）
- 「地方長官」（1867 - 68年）（作曲者により破棄され断片のみ現存）
- 「ウンディーナ」（1869年）
- 「マンドラゴラ」（1870年）（未完）
- 「オプリーチニク」（1870 - 73年）
- 「鍛冶屋のヴァクーラ」作品14（1874年）（改訂され「チェレヴィチキ」へと改題）
- 「エフゲニー・オネーギン」作品24（1878年）
- 「オルレアンの少女」（1879年、1882年）
- 「マゼッパ」（1881 - 83年）
- 「チェレヴィチキ」（1885年）（「鍛冶屋のヴァクーラ」の改作）
- 「チャロデイカ」（1885 - 87年）
- 「スペードの女王」作品68（1890年）
- 「イオランタ」作品69（1891年）

### 交響曲
- 交響曲第1番 ト短調 作品13「冬の日の幻想」（1866年、1874年）
- 交響曲第2番 ハ短調 作品17「小ロシア」（1872年、1879年）
- 交響曲第3番 ニ長調 作品29「ポーランド」（1875年）
- 交響曲第4番 ヘ短調 作品36（1877 - 78年）
- マンフレッド交響曲 作品58（1885年）
- 交響曲第5番 ホ短調 作品64（1888年）
- 交響曲第6番 ロ短調 作品74「悲愴（Pathétique）」（1893年）
- 〈後世の補筆版〉交響曲第7番 変ホ長調、または「未完成交響曲『ジーズニ』」
  - チャイコフスキーは『人生』と銘打った交響曲を作曲し始めたが、それを途中で破棄した。のちにこの草稿をピアノ協奏曲に編曲しようとしたが、第1楽章だけしか完成をみなかった。これがピアノ協奏曲第3番変ホ長調作品75である。1950年代に、ロシアの作曲家セミヨン・ボガティレフがピアノ協奏曲第3番およびその他の素材を補筆・再構成して4楽章の交響曲に編集し直したものが「交響曲第7番変ホ長調」と呼ばれている。さらに、2005年にロシアの作曲家ピョートル・クリモフが再び同様の試みを行い、3楽章の交響曲として公表した。日本ではこのクリモフ版を「チャイコフスキーの未完成交響曲『ジーズニ』」と呼び、日本初演と録音が行われている。

### 協奏的作品(独奏と管弦楽のための作品)
- ピアノ協奏曲第1番 変ロ短調 作品23（1874 - 75年）
- 憂鬱なセレナード（ヴァイオリンと管弦楽のための）作品26（1875年）
- ロココの主題による変奏曲（チェロと管弦楽のための）イ長調 作品33（1877年）
- ヴァイオリン協奏曲 ニ長調 作品35（1878年）
- ピアノ協奏曲第2番 ト長調 作品44（1879 - 80年）
- ピアノと管弦楽のための協奏的幻想曲 ト長調 作品56（1884年）
- 奇想的小品（チェロと管弦楽のための） 作品62（1887年）
- <編曲> ハンガリー様式の協奏曲（ピアノと管弦楽のための）（1892年）：原曲はゾフィー・メンター作曲とされているが、リストの作曲とする説も存在する。
- ピアノ協奏曲第3番 変ホ長調 作品75（1893年）

### バレエ音楽
- 「白鳥の湖」作品20（1875年夏 - 1876年4月末）
- 「眠れる森の美女」作品66（1888年10月 - 1889年8月）
- 「くるみ割り人形」作品71（1891年1月 - 1892年4月）

### 劇付随音楽
- 「ボリス・ゴドゥノフ」（1863 - 64年）
- 「大混乱」（1867年）
- 「僭称者ドミトリーとヴァシリー・シュイスキー」（1880年）
- 「セビリャの理髪師」（1872年）
- 「雪娘」作品12（1873年）
- 「モンテネグロ」（1880年）
- 「ヴォイェヴォーダ」（1886年）
- 「ハムレット」作品67b（1891年）
- 「妖精」

### その他の管弦楽曲
- 序曲「雷雨」作品76（1864年）
- デンマーク国歌による祝典序曲 作品15（1866年）
- 幻想曲「運命」作品77（1868年）
- 幻想序曲「ロメオとジュリエット」（1869年、1870年、1880年）
- ニコライ・ルビンシテインの誕生日のためのセレナード（1872年）
- 幻想序曲「テンペスト」作品18（1873年）
- スラヴ行進曲 作品31（1876年）
- 幻想曲「フランチェスカ・ダ・リミニ」作品32（1876年）
- 組曲第1番 ニ短調 作品43（1878 - 79年）（6曲）
- イタリア奇想曲 作品45（1880年）
- 弦楽セレナーデ ハ長調 作品48（1880年）
- 序曲「1812年」作品49（1880年）
- 戴冠式祝典行進曲（1883年）
- 組曲第2番 ハ長調 作品53（1883年）（5曲）
- 組曲第3番 ト長調 作品55（1884年）（4曲）
- 弦楽のためのエレジー「イヴァン・サマーリンの思い出に」（1884年）
- 法律学生行進曲（1885年）
- 組曲（第4番）ト長調「モーツァルティアーナ（Mozartiana）」作品61（1887年）（4曲）
- 幻想序曲「ハムレット」作品67a（1888年）
- 交響的バラード「地方長官」作品78（1890 - 91年）
- バレエ組曲「くるみ割り人形」作品71a（1892年）

### 室内楽曲
- 弦楽六重奏曲 ニ短調 作品70「フィレンツェの想い出（Souvenir de Florence）」（1887 - 92年）
- 弦楽四重奏曲 変ロ長調（1865年）（第1楽章のみ）
- 弦楽四重奏曲第1番 ニ長調 作品11（1871年）
- 弦楽四重奏曲第2番 ヘ長調 作品22（1874年）
- 弦楽四重奏曲第3番 変ホ短調 作品30（1876年）
- ピアノ三重奏曲 イ短調 作品50「ある偉大な芸術家の思い出のために」（1882年）
- なつかしい土地の思い出（ヴァイオリンとピアノのための） 作品42（1878年）

### ピアノ曲
- ピアノソナタ 嬰ハ短調 作品80（1865年）- 4楽章構成
- 「ハープサルの想い出」作品2 - 第1曲「城跡」（1867年）- 第2曲「スケルツォ」（1863年、1864年）- 第3曲「無言歌」（1867年）
- 50のロシア民謡（1868 - 69年）- 民謡を4手連弾のために編曲した作品。
- 6つの小品 作品19（1873年）
- 同一主題による6つの小品 作品21（1873年)
- 四季（12の性格的描写）作品37a（1875 - 76年）- 雑誌「ヌーヴェリスト」の企画で詩とともに毎月載せられた、それぞれの月に由来する12の小品からなる
- 中級程度の12の小品 作品40（1876 - 78年）- 第2曲「悲しい歌」、第6曲「無言歌」
- ピアノソナタ ト長調 作品37「グランドソナタ」（1878年）- 4楽章構成
- 子供のアルバム（24の易しい小品）作品39（1878年）
- 6つの小品 作品51（1882年）- 第4曲「ナタ・ワルツ」、第6曲「感傷的なワルツ」
- 「ドゥムカ」ハ短調 作品59（1886年）- 「ロシアの農村風景」という副題を持つ
- 18の小品 作品72（1893年）

### 合唱曲
- オラトリオ（1863 - 64年ごろ）
- カンタータ「歓喜に寄せる」（1865年）
  - ルートヴィヒ・ヴァン・ベートーヴェンの交響曲第9番ニ短調の第4楽章と同じくシラーの詩のロシア語訳による。
- 「花と昆虫の合唱」（1869年）
- 「ピョートル大帝生誕200周年記念カンタータ」（1872年）
- 「ペトロフの舞台生活50周年祝賀カンタータ」（1875年）
- カンタータ「モスクワ」（1883年）

### 歌曲
- 6つの歌 作品6（1869年）- 6曲目「ただあこがれを知る者だけが」
- 「ロメオとジュリエット」（1893年）- 未完の二重唱曲。同名の幻想序曲より素材を転用。

### 正教会聖歌
- 聖金口イオアン聖体礼儀 作品41（1878年）
- 晩祷 作品52（1882年）
- 9つの宗教音楽作品（1884 - 85年）

## 著書
- 実践的和声学習の手引 （Руководство к практическому изучению гармоний、Guide to the Practical Study of Harmony 1871年） - モスクワ音楽院講師時代に書かれた和声教科書。

### 日本語訳書
- 楽聖書簡叢書 第2編 チャイコーフスキイの手紙（森本覚丹訳、音楽世界社、1936年）
- 一音楽家の想ひ出（堀内明訳、角川文庫、1950年）
- 一音楽家の思い出（渡辺護訳、音楽之友社（音楽文庫）、1952年）
- 愛の書簡（ナデイダ・フィラレトウナ（フォン・メック夫人）共著、服部竜太郎訳編、音楽之友社（音楽新書）、1962年）
- 実践的和声学習の手引（山本明尚訳、森垣桂一解説、音楽之友社、2022年）

## 記念
チャイコフスキーの偉業を記念し、ロシアでは数々の音楽学校や楽団、コンクールなどにチャイコフスキーの名がつけられている。コンクールでは、モスクワにおいて1958年より4年おきにチャイコフスキー国際コンクールが開かれている。同コンクールは世界的な権威を誇り、世界3大コンクールのひとつとして数えられている。チャイコフスキーが12年間にわたり教鞭をとったモスクワ音楽院は、1940年にチャイコフスキーの生誕100周年を記念して「チャイコフスキー記念国立モスクワ音楽院」と改名され、現在でもその名称となっている。また、モスクワ放送交響楽団も正式名称はP・I・チャイコフスキー記念交響楽団であり、日本でも英語名に基づいてチャイコフスキー・シンフォニー・オーケストラ（Tchaikovsky Symphony Orchestra）とも呼ばれている。
ヴォトキンスクにあるチャイコフスキーの生家および、晩年を過ごしたクリンの家はいずれも残っており、ふたつともチャイコフスキーの事績を記念する博物館となっている。

## メディア
ジュリアス・ブロック（1854年 - 1934年）という商人による大量の録音のうちの1つ。エジソンの蓄音器へ1890年1月録音。レオニード・サバネーエフによると、チャイコフスキーは自身の声が録音されて後世まで残ることをあまりよく思っていなかったという。また、この録音とはまた別の訪問の際、ブロックはチャイコフスキーに「ピアノで何か弾いてくれないか、少なくとも何か言ってくれないか」と頼んだが、チャイコフスキーは「ピアノは下手だし、声もガラガラだ。なぜそれを永遠に残す必要があるのか」と言って拒んだ。
| アントン・ルビンシテイン：       | 素晴らしい機械だ。                                     | Какая прекрасная вещь ....хорошо... (ロシア語)         |
| ジュリアス・ブロック：           | やっと入手できた。                                     | Наконец-то.                                            |
| エリザベータ・ラフローフスカヤ： | 気分悪い。私の名前をこっそり口にしたりして。           | Пративный *** да как вы смеете называть меня коварной? |
| ワシーリー・サフォーノフ：       | （歌う）                                               |                                                        |
| チャイコフスキー：               | トリルはもっと上手に。                                 | Эта трель могла бы быть и лучше.                       |
| ラフローフスカヤ：               | （歌う）                                               |                                                        |
| チャイコフスキー：               | ブロックも偉いが、エジソンはもっと偉い。               | Блок молодец, но у Эдисона ещё лучше!                  |
| ラフローフスカヤ：               | （歌う）                                               | А-о, а-о.                                              |
| サフォーノフ：                   | モスクワのピョートル・ユルゲンソンです。（ドイツ語で） | Peter Jurgenson in Moskau. (ドイツ語)                  |
| チャイコフスキー：               | 今の誰？ サフォーノフだろう。                          | Кто сейчас говорит? Кажется голос Сафонова.            |
| サフォーノフ：                   | （口笛）                                               |                                                        |

## 関連書籍
- チャイコフスキー物語（園部四郎著、岩波書店、1949年）
- 一音楽家の思い出 （渡辺護訳、音楽之友社、1952年）
- チャイコフスキーの思い出（N・D・カシキン著、榎本洋一訳、音楽之友社、1959年）
- チャイコフスキー・生涯と作品（園部四郎著、音楽之友社、1960年）
- チャイコフスキー（I・F・クーニン著、川岸貞一郎訳、新読書社、1965年）
- チェーホフとチャイコフスキー（E・バラバノヴィチ著、中本信幸訳、新読書社、1971年）
- チャイコフスキー（G・エリスマン著、店村新次訳、音楽之友社、1971年）
- チャイコフスキー （伊藤恵子著、音楽之友社、2005年）
- 新チャイコフスキー考 （森田稔著、NHK出版、1993年）

## チャイコフスキーを題材とした作品
- 『小説　チャイコフスキー』 Symphonie Pathétique. Ein Tschaikowsky-Roman クラウス・マン著、1935年
- 映画『さんざめく舞踏会の夜（ドイツ語版）』（カール・フレーリッヒ監督、ドイツ、1939年）（日本初公開、1954年）（チャイコフスキー役はハンス・シュテューヴェ（ドイツ語版））
- 映画『恋人たちの曲/悲愴（英語版）』（ケン・ラッセル監督、イギリス、1970年）
- 映画『チャイコフスキー』（イーゴリ・タランキン監督、ソ連、1970年）
- 映画『チャイコフスキーの妻（ロシア語版）』（キリル・セレブレニコフ監督、ロシア、2022年）

## 備考
- 没後に命名された「チャイコフスキー」という名のバラがある[31]。
- 小惑星(2266) Tchaikovskyはチャイコフスキーにちなんで命名された[32]。